# Gnophos kawakamiana
Gnophos kawakamiana är en fjärilsart som beskrevs av Matsumura 1925. Gnophos kawakamiana ingår i släktet Gnophos och familjen mätare. Inga underarter finns listade i Catalogue of Life.